# Syndrome main pied utérus
Le syndrome main pied utérus est une maladie génétique caractérisée par des anomalies des membres et urogénitales. Un raccourcissement bilatéral des pouces et des gros orteils est l'anomalie des membres la plus constante et peut entraîner des anomalies de la préhension. Ce raccourcissement est secondaire à un raccourcissement de la phalange distale et/ou de premier métacarpe ou métatarse. Les anomalies urogénitales comprennent des anomalies des uretères et des urètres avec des atteintes diverses de l'appareil génital interne et externe. Un reflux vésico-urétéral, des infections urinaires basses et hautes sont habituelles. La fertilité n'est pas atteinte.

## Sources
- (en) Jeffrey W Innis, « Hand-Foot-Genital Syndrome » In GeneTests: Medical Genetics Information Resource (database online). Copyright, University of Washington, Seattle. 1993-2006 .